# جولای نقاب‌دار هویگلین
جولای نقاب‌دار هویگلین (نام علمی: Ploceus heuglini) نام یک گونه از سرده جولاها است.